# Pino Pirovano
Pino Pirovano, all'anagrafe Giuseppe Antonio Pirovano (Aosta, 5 dicembre 1957), è un attore, doppiatore, direttore del doppiaggio e dialoghista italiano.

## Biografia
Nato ad Aosta, è un attore, dialoghista, doppiatore, direttore di doppiaggio, docente. Dopo alcune esperienze nel teatro amatoriale e nel cabaret, nel 1982 ottiene il diploma alla scuola di teatro Arsenale di Milano. Nel 1983 si iscrive al Centro Teatro Attivo frequentando il corso professionale diretto da Gianni Mantesi.
Inizia l'attività di doppiatore e dialoghista nel 1988 presso la “Merak Film” di Cologno Monzese e nel 1999 diventa direttore del doppiaggio. È stato direttore artistico della società “Logos” dal 2004 al 2014. Dal 2015 collabora, sempre come direttore del doppiaggio con “SDI Media”. Dal 1984 collabora con la scuola di teatro Centro Teatro Attivo di Milano, dove insegna Tecniche di Training teatrale e doppiaggio. Titolare del corso di dizione nel Master di giornalismo all'Università IULM, collabora con la Civica scuola interpreti e traduttori A. Spinelli.

## Teatro
- Girotondo, di Arthur Schnitzler, regia di Gianni Mantesi, Teatro Carcano di Milano, 1983.
- La guerra di Troia non si farà, di Jean Giraudoux, regia di Gianni Mantesi, 1985.
- La bottega del caffè, di Carlo Goldoni, regia di Rino Silveri, 1986.
- Dodici uomini arrabbiati, di Reginald Rose, regia di Alberto Ferrari, Teatro San Babila di Milano, 1989.
- Avevo più stima dell'idrogeno, di Carlo Terron, regia di Gianni Mantesi, 1989.
- Ritratto di Madonna, di Tennessee Williams, regia di Alberto Ferrari, 1990.
- Curiosa replica di una storia accaduta, di Giorgio Gaber, regia di Gianni Mantesi, 1990.
- La morte della Pizia, di Friedrich Dürrenmatt, regia di Narcisa Bonati, 1990.
- Ciò che vide il maggiordomo, di Joe Orton, regia di Gabriele Calindri, Milano, 1990.
- I giorni della vita, di William Saroyan, regia di Gianni Mantesi, 1991.
- Caligola, di Albert Camus, regia di Alberto Ferrari, 1992.
- L'importanza di chiamarsi Ernesto, di Oscar Wilde, regia di Alberto Ferrari, 1993.
- La peste di Albert Camus, regia di Gabriele Calindri, 1994.
- Le cinque giornate di Milano, elaborazione e regia di S. Monti, 1997.
- Le notti bianche, da Fëdor Dostoevskij, regia di Fabio Mazzari, 1998.
- Al lavoro con Amleto, da William Shakespeare, regia di Gabriele Calindri, 1999.
- L'ingegnere va alla guerra, testo e regia di Gianfelice D’Accolti, 2002.
- Il re muore, di Eugène Ionesco, regia di Marco Rampoldi, 2016.
- Frigor mortis, di Paola Ornati, regia di Marco Rampoldi, Milano, 2018.
- Sogno di una notte di mezza estate, di William Shakespeare, regia di Vittorio Bizzi, Varese 2021

## Televisione
- Portobello, con Enzo Tortora, regia di Beppe Recchia (1983)
- Olga e i suoi figli, regia di Salvatore Nocita miniserie TV (1985)
- Vivere - soap opera (Canale 5, 2001)
- Camera Café, episodio Parole inventate (2003)

## Doppiaggio

### Cinema
- Jeff Goldblum in La prima volta di Niky
- Daniel Bernhardt in Escape Plan 3 - L'ultima sfida
- David Carpenter in Gettysburg
- Earl Maddox in Parker
- Samir Guesmi in La Mélodie - Suona sogna vola
- Justin Theroux in La leggenda di Lucy Keyes
- Tom McLaren in Il piccolo aiutante di Babbo Natale
- Christopher Berry in Kidnap
- George Anton in Churchill

### Serie televisive
- John Prosky in Nip/Tuck
- Bryan Cranston in How I Met Your Mother
- Garrett Kruithof in The Purge
- Joe Chrest in The Purge
- Randall P. Havens in Halt and Catch Fire

### Film d'animazione
- Naruto Shippuden - Il maestro e il discepolo, Naruto Shippuden - Il film: La torre perduta, Naruto - Il film: La prigione insanguinata (Yamato)
- GoShogun Etranger (un poliziotto)
- Superkid (Rockpile)
- La leggenda di Crystania (Quird)
- Slayers - L'eredità degli elfi (Becker)
- Slayers - La città dei Golem (Consigliere di Granion)
- Dragon Ball Z - La sfida dei guerrieri invincibili (Medamatcha, ridoppiaggio)
- Dragon Ball Z - Il destino dei Saiyan (Neize, ridoppiaggio)
- Dragon Ball Z - I tre Super Saiyan (Androide nº 15, ridoppiaggio)
- Dragon Ball Z - Il diabolico guerriero degli inferi (Paikuhan, ridoppiaggio)
- Detective Conan - Trappola di cristallo (Vodka)
- Casper - Il film (Puzza)
- Batman e Superman - I due supereroi (James Gordon)
- Inazuma Eleven - Il film - L'attacco della squadra più forte - Gli Ogre (Elzes Killard)
- Lupin Terzo vs Detective Conan (Keith Dan Stinger)
- Naruto - Il film: I guardiani del regno della luna crescente (Ishidate)
- Naruto - La via dei ninja (Hidan)

### Serie animate
- Keith Flint in Celebrity Deathmatch
- Puzza in Casper
- Einstone in Tex Avery Show
- Shayne un The Head - La testa
- Vodka (ep. 249) e Tomoaki Araide (ep. 249-250) in Detective Conan
- Brut in Nel meraviglioso mondo degli gnomi
- Rastegar in I fantastici viaggi di Sinbad
- Spike in Extreme Dinosaurs - Quattro dinosauri scatenati
- Papà Read in Arthur
- Papà in L'armadio di Chloé
- Jaro in Zoids
- Smilzo in Tre contro tutti
- Kim in Le voci della savana
- Tommy in Una giungla di avventure per Kimba
- Matt in Curiosando nei cortili del cuore
- Willy in Alé alé alé o-o
- Ale/Francois in Sailor Moon
- Magi in What a mess Slump e Arale (nel remake 1997)
- Rick in Beyblade G-Revolution
- Cui in Dragon Ball Z
- Rare Hunter in Yu-Gi-Oh!
- Atawalpa in Nazca
- Napalba in 3x3 occhi (ep.5-7)
- Oguna in Fire Emblem
- Chuichiro Noma in Slam Dunk
- Tsumugu Hinamori in Shugo Chara - La magia del cuore
- Momotaro nero, Hirue, Musashi e Nidoranger in Yu Yu Hakusho
- Hidan e Yamato (2° voce) in Naruto: Shippuden
- Hiroshi Harune in Pretty Star - Sognando l'Aurora
- Percival Travis in Inazuma Eleven Go
- Potmori Emnator in Inazuma Eleven GO Galaxy
- Venditore di insetti in Kulipari: L'esercito delle rane
- Rengil Gila Scobo in Sword Art Online
- Takehito Shirahane in Kuromukuro
- Koichi Ishizaki in BNA: Brand New Animal
- Mikihisa Asakura in Shaman King (serie 2021)
- Chojiro Sasakibe e Hachigen Ushōda in Bleach, Bleach: Thousand Year Blood War
- Pe Riyuro in Overlord
- Noel Makimura in Devilman Crybaby
- Padre di Shigeo e di Ritsu in Mob Psycho 100
- Papà in Pokémon: Verso la cima
- Nicolas Koestler in Ushio e Tora

### Videogiochi
- Puzza in Casper - Friend around the world (2000)[1]
- Vladimir Stoyanovich / Wesley Holden in Shadow Ops: Red Mercury (2004)[2]
- Sergente Cautious in Halo 2 (2004)[3]
- Warren, Professor Kuryakin e Clan degli Ocra in Fahrenheit (2005)[4]
- Zaros in MediEvil Resurrection (2005)
- Coscienza del Male in Black & White 2 (2005)[5]
- James Rutland in Tomb Raider: Legend (2006)
- Tamir in Assassin's Creed (2007)[6]
- Sander Cohen in BioShock (2007)[7]
- Skipper in Madagascar 2 (2008)[8]
- Mordin Solus in Mass Effect 2 (2010) e Mass Effect 3 (2012)
- Watanabe in Battlefield: Bad Company 2 (2010)[9]
- Bombos in Gormiti: Gli eroi della natura (2010)[10]
- Harvey Beans in Mafia II (2010)[11]
- Mundungus Fletcher in Harry Potter e i Doni della Morte - Parte 1 (2010)[12]
- Foster Edgar in Dead Space 2 (2011)[13]
- Cappellaio Matto in Alice: Madness Returns (2011)[14]
- Leandros in Assassin's Creed: Revelations (2011)[15]
- Ben Salaad in Le avventure di Tintin - Il segreto dell'Unicorno (2011)[16]
- Kodlak Whitemane e Stig Asse Salata in The Elder Scrolls V: Skyrim (2011)[17]
- Percival Trevis e Sabel in Inazuma Eleven GO (2011)[18]
- Victor Valente/Doctor Vick in The Darkness II (2012)[19]
- Halmin, Radek e Zaven in Diablo III (2012)[20]
- Lord Reggente Hiram Burrows in Dishonored (2012)[21]
- Mullah Rahmaan in Call of Duty: Black Ops II (2012)[22]
- Duncan Little in Assassin's Creed III (2012)[23]
- Hoyt Volker in Far Cry 3 (2012)[24]
- Gov. Pierre de Fayet in Assassin's Creed: Freedom Cry (2013)[25]
- Byron Cotswold, Ty Bradley e Sander Cohen (DLC) in BioShock Infinite (2013)[26]
- Il Generale in Tomb Raider (2013) [27]
- Medovski e Gehnen in Broken Sword 5: La maledizione del serpente (2013)[28]
- Xul in Heroes of the Storm (2015)[29]
- James Brudennell in Assassin's Creed: Syndicate (2015)[30]
- Sebastian Krueger in Call of Duty: Black Ops III (2015)[31]
- A951, Dan l'Onesto, Doc Weather, H2-22 e Jack Cabot in Fallout 4 (2015)[32]
- Paul Reubens in Minecraft: Story Mode (2015)
- Patric Brochard-Klein in Horizon Zero Dawn (2017)[33]
- Asav in Uncharted: L'eredità perduta (2017)[34]
- Lucio Settimio in Assassin's Creed: Origins (2017)[35]
- Cameron Burke in Far Cry 5 (2018)[36]
- Martin Li/Mr. Negative in Spider-Man (2018),[37] Spider-Man 2 (2023)[38]
- Cornelius Pernell in Call of Duty: Black Ops IIII (2018)[39]
- Avarizia in Darksiders III (2018)[40]
- Oscar Espinosa in Just Cause 4 (2018)[41]
- Typhon DeLeon in Borderlands 3 (2019)[42]
- Seth in The Last of Us Parte II (2020)[43]
- Crash Bandicoot in Crash Bandicoot 4: It's About Time (2020)[44]
- Anthony da anziano sul bus in The Dark Pictures: Little Hope (2020)[45]
- Ívarr Ragnarsson "Il Senza Ossa" in Assassin's Creed: Valhalla (2020)[46]
- Re Bogoff in Sackboy - Una grande avventura (2020)[47]
- Negromante in Diablo II: Resurrected (2021)[48]
- Osvald Dalgaard, Gilvarn, Chekattah, Marallo e Korvend in Horizon Forbidden West (2022)[49]
- Wayne in Hotel Transylvania - Avventure da paura (2022)[50]
- Bernard Ndiaye in Hogwarts Legacy (2023)[51]
- Luca e Al-Ghul in Assassin's Creed Mirage (2023)[52]
- James Gordon in Batman: Arkham Shadow (2024)[53]
- Ashikaga Yoshiaki e Tsutsui Junkei in Assassin's Creed Shadows (2025) [54]